# Pandemia di COVID-19 a São Tomé e Príncipe
Il primo caso della pandemia di COVID-19 a São Tomé e Príncipe è stato confermato il 6 aprile 2020.

## Antefatti
Il 12 gennaio 2020, l'Organizzazione mondiale della sanità (OMS) ha confermato che un nuovo coronavirus era la causa di una nuova infezione polmonare che aveva colpito diversi abitanti della città di Wuhan, nella provincia cinese dell'Hubei, il cui caso era stato portato all'attenzione dell'OMS il 31 dicembre 2019.
Sebbene nel tempo il tasso di mortalità della COVID-19 si sia rivelato decisamente più basso di quello dell'epidemia di SARS che aveva imperversato nel 2003, la trasmissione del virus SARS-CoV-2, alla base della COVID-19, è risultata essere molto più ampia di quella del precedente virus del 2003, e ha portato a un numero totale di morti molto più elevato.

## Cronologia
Il 6 aprile sono stati confermati i primi quattro casi nel paese.
Il 30 aprile è stata segnalata la prima morte. All'epoca, São Tomé e Príncipe aveva 16 casi, quattro dei quali erano guariti e uno era morto. Il defunto era un uomo di 55 anni che viveva a Cantagalo.
Il 5 maggio vennero registrati 158 nuovi casi, per un totale di 174 contagi.
Nel mese di maggio vennero registrati 279 nuovi casi, per un totale di 295 contagi e 10 decessi.
Nel mese di giugno vennero registrati 99 nuovi casi, per un totale di 394 contagi e 11 decessi.
Nel mese di luglio vennero registrati 411 nuovi casi, per un totale di 871 contagi e 15 decessi.
Nel mese di agosto vennero registrati 25 nuovi casi, per un totale di 896 contagi e 15 decessi.
Nel mese di settembre vennero registrati 15 nuovi casi, per un totale di 911 contagi e 15 decessi.
Nel mese di ottobre vennero registrati 34 nuovi casi, per un totale di 945 contagi e 16 decessi.
Nel mese di novembre vennero registrati 46 nuovi casi, per un totale di 991 contagi e 17 decessi.
Nel mese di dicembre vennero registrati 23 nuovi casi, per un totale di 1014 contagi e 17 decessi.
Nel mese di gennaio 2021 vennero registrati 243 nuovi casi, per un totale di 1257 contagi e 17 decessi.
Nel mese di febbraio 2021 vennero 529 registrati nuovi casi e 12 decessi, per un totale di 1786 contagi e 29 decessi.
Nel mese di marzo 2021 vennero registrati 435 nuovi casi e 5 decessi, per un totale di 2221 contagi e 34 decessi.
Nel mese di aprile 2021 vennero registrati 71 nuovi casi e un decesso, per un totale di 2292 contagi e 35 decessi.
Il 5 maggio 2023, l'Organizzazione mondiale della sanità dichiara ufficialmente la fine della pandemia.

## Prevenzione
Al fine di prevenire la diffusione del virus, il governo ha messo in atto varie restrizioni di viaggio e misure di quarantena.